# Girardot (khu tự quản)
Girardot là một khu tự quản thuộc bang Aragua, Venezuela. Thủ phủ của khu tự quản Girardot đóng tại Maracay. Khự tự quản Girardot có diện tích 302 km2, dân số theo điều tra dân số ngày 21 tháng 10 năm 2001 là 396095 người.